# Hackettstown
Hackettstown ist eine Stadt im Warren County, New Jersey, USA am U.S. Highway 46. Das U.S. Census Bureau ermittelte bei der Volkszählung 2020 eine Einwohnerzahl von 10.248.
Die Stadt beherbergt den Sitz von Mars Chocolate USA, einem Tochterunternehmen der Mars Incorporated.

Am 16. Juni 1925 ereignete sich ein schwerer Eisenbahnunfall bei Hackettstown. Ein Zug entgleiste, 45 Menschen starben. 

## Persönlichkeiten
- John T. Bird (1829–1911), Politiker
- Henry Seely White (1861–1943), Mathematiker
- William Logan (1914–2002), Radrennfahrer
- Jim Courter (* 1941), Politiker
- Eric Millegan (* 1974), Schauspieler
- Jimmi Simpson (* 1975), Schauspieler